# Szederbagoly
A szederbagoly (Euplexia lucipara)  a rovarok (Insecta) osztályának a lepkék (Lepidoptera) rendjéhez, ezen belül a bagolylepkefélék (Noctuidae) családjához tartozó faj.

## Elterjedése
Egész Európában elterjedt, kedveli az árnyékos, vizes élőhelyeket, tavak szélét, mocsarakat, lápréteket, parkokat, erdőket.

## Megjelenése
- lepke: szárnyfesztávolsága: 32–36 mm, az első szárnyak  sötét vöröses fényűek.  A szárnyak közepén egy fekete folt sötétlik. A szárnyak szélén metál sárga szegély.
- hernyó: 35 mm-es zöld, közepén fehér csík, felül tejfehéres bevonattal.

## Életmódja
- nemzedék: két nemzedékes faj, júniustól júliusig az első nemzedék, a második júliustól szeptemberig rajzik
- hernyók tápnövényei: Epilobium, Lamium, Urtica, Salix, Pteridium fajok

## Fordítás
- Ez a szócikk részben vagy egészben  a   Small Angle Shades című angol Wikipédia-szócikk fordításán alapul.  Az eredeti cikk szerkesztőit annak laptörténete sorolja fel. Ez a jelzés csupán a megfogalmazás eredetét és a szerzői jogokat jelzi, nem szolgál a cikkben szereplő információk forrásmegjelöléseként.